# Piškera
Koordinati:   43°46′15″N, 15°20′13″E
Piškera (tudi Jadra) je otok v Jadranskem morju, ki pripada Hrvaški.
Piškera leži v Narodnem parku Kornati okoli 1,5 km južno od zaliva Ropotnica na otoku Kornatu. Na Piškeri, nasproti otočka Panitula Velika, leži istoimenski zaselek, v katerem sta dve restavraciji; Piškera in Jadra. Nad zaselkom se nahaja podzemna jama. Površina otoka meri 2,66 km², obala je dolga 10,646 km. Najvišji vrh Otočevac je visok 127 mnm.